# بخش شمالی سکم
بخش شمالی سکم (به انگلیسی: North Sikkim district) یک بخش در هند است که در سیکیم واقع شده‌است. بخش شمالی سکم ۴٬۲۲۶ کیلومتر مربع مساحت و ۴۳٬۳۵۴ نفر جمعیت دارد و ۶۱۰ متر بالاتر از سطح دریا واقع شده‌است و تراکم جمعیت در آن ۱۰/کیلومتر مربع است.